# 12,8 cm FlaK 40

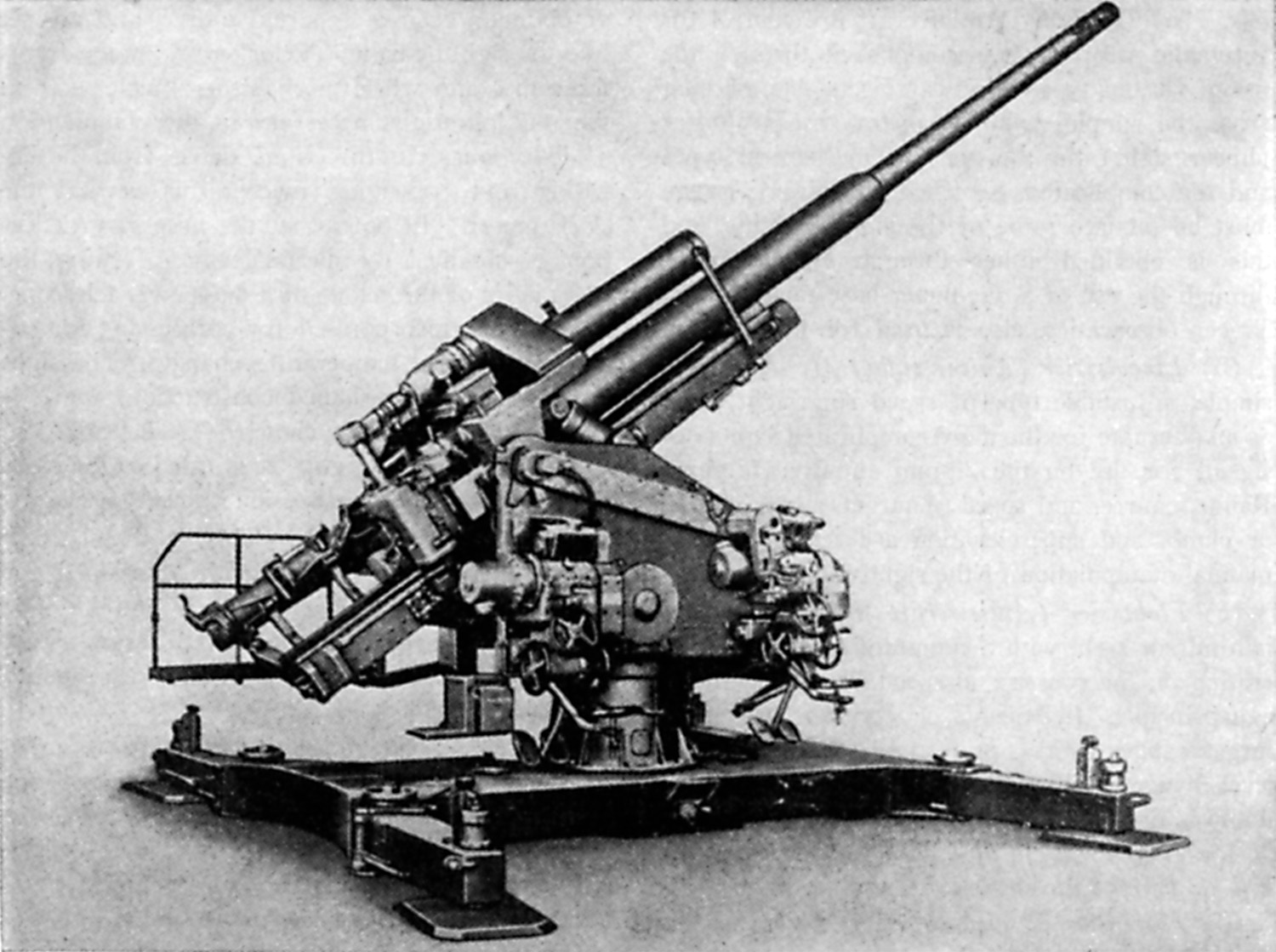
12,8 cm FlaK 40 op vast voetstuk

De 12,8 cm FlaK 40 was de opvolger van de 10,5 cm FlaK 40. FlaK staat voor het Duitse Flugabwehrkanone.
De eerste prototypes van de 12,8 cm FlaK 40 werden in 1937 in Duitsland gebouwd, maar bij het testen bleken deze prototypes te zwaar. Er werd uiteindelijk wel een lichtere versie gebouwd.
Toen de Duitsers in massaproductie wilden gaan, kwam er een verbod op het maken van zwaardere kanonnen dan de 10,5 cm-variant.
Om de 12,8 cm FlaK 40 toch nog een beetje mobiel te maken werd deze meestal op een trein gezet.
Historici beweren dat de 12,8 cm FlaK 40 het beste luchtafweergeschut van de Tweede Wereldoorlog was.
Technische gegevens:
| Type             | 12,8 cm FlaK 40         |
| Kaliber          | 128 mm                  |
| Lengte           | 7,835 m                 |
| Gewicht in actie | 13.000 kg               |
| Elevatie         | tussen -3 en +88 graden |
| Draaiing         | 360 graden              |
| Mondingssnelheid | 880 m/s                 |
| Vuursnelheid     | 12 per min              |
| Geproduceerd     | 1.125 stuks             |